# Phygadeuon paradoxus
Phygadeuon paradoxus là một loài tò vò trong họ Ichneumonidae.